# Робертсвілл (Огайо)
Робертсвілл (англ. Robertsville) — переписна місцевість (CDP) в США, в окрузі Старк штату Огайо. Населення — 293 особи (2020).

## Географія
Робертсвілл розташований за координатами 40°45′43″ пн. ш. 81°11′37″ зх. д. / 40.76194° пн. ш. 81.19361° зх. д. (40.761981, -81.193725).  За даними Бюро перепису населення США в 2010 році переписна місцевість мала площу 0,80 км², уся площа — суходіл.

## Демографія
Згідно з переписом 2010 року, у переписній місцевості мешкала 331 особа в 129 домогосподарствах у складі 93 родин. Густота населення становила 413 особи/км².  Було 142 помешкання (177/км²).
Расовий склад населення:
| - 95,5 % — білих - 1,2 % — чорних або афроамериканців |

До двох чи більше рас належало 3,0 %. Частка іспаномовних становила 1,8 % від усіх жителів.
За віковим діапазоном населення розподілялося таким чином: 25,4 % — особи молодші 18 років, 55,3 % — особи у віці 18—64 років, 19,3 % — особи у віці 65 років та старші. Медіана віку мешканця становила 39,5 року. На 100 осіб жіночої статі у переписній місцевості припадало 93,6 чоловіків;  на 100 жінок у віці від 18 років та старших — 90,0 чоловіків також старших 18 років.
Середній дохід на одне домашнє господарство  становив 57 921 долар США (медіана — 57 083), а середній дохід на одну сім'ю — 67 770 доларів (медіана — 57 197). За межею бідності перебувало 9,5 % осіб, у тому числі 0,0 % дітей у віці до 18 років та 0,0 % осіб у віці 65 років та старших.
Цивільне працевлаштоване населення становило 233 особи. Основні галузі зайнятості: фінанси, страхування та нерухомість — 16,7 %, освіта, охорона здоров'я та соціальна допомога — 16,3 %, роздрібна торгівля — 15,5 %.